# Bayet
Pour les articles homonymes, voir Bayet (homonymie).
Bayet est une commune française située dans le département de l'Allier, en région Auvergne-Rhône-Alpes.
Ses habitants sont appelés les Bayétois et les Bayétoises,.

## Géographie

### Localisation
À 6,7 km au sud de Saint-Pourçain-sur-Sioule à vol d'oiseau, la commune de Bayet est située en Limagne bourbonnaise, au centre-sud du département de l'Allier.
Elle dépend de l'arrondissement de Vichy dont le chef-lieu, à 17,7 km au sud-est à vol d'oiseau, est plus proche que Moulins qui se trouve à 35,9 km au nord.
Sept communes sont limitrophes de Bayet :
| Chareil-Cintrat      | Saint-Pourçain-sur-Sioule | Loriges               |
|                      | Bayet                     |                       |
| Étroussat, Barberier | Broût-Vernet              | Saint-Didier-la-Forêt |

### Hydrographie
La commune est traversée par la Sioule et, plus à l'ouest, par la Bouble.

### Climat
Pour des articles plus généraux, voir Climat d'Auvergne-Rhône-Alpes et Climat de l'Allier.
En 2010, le climat de la commune est de type climat océanique dégradé des plaines du Centre et du Nord, selon une étude du CNRS s'appuyant sur une série de données couvrant la période 1971-2000. En 2020, Météo-France publie une typologie des climats de la France métropolitaine dans laquelle la commune est dans une zone de transition entre le climat océanique altéré et le climat de montagne ou de marges de montagne et est dans la région climatique Centre et contreforts nord du Massif Central, caractérisée par un air sec en été et un bon ensoleillement.
Pour la période 1971-2000, la température annuelle moyenne est de 11,2 °C, avec une amplitude thermique annuelle de 16,3 °C. Le cumul annuel moyen de précipitations est de 745 mm, avec 10,4 jours de précipitations en janvier et 7,3 jours en juillet. Pour la période 1991-2020, la température moyenne annuelle observée sur la station météorologique de Météo-France la plus proche, « Chareil-Cintrat_sapc », sur la commune de Chareil-Cintrat à 4 km à vol d'oiseau, est de 11,9 °C et le cumul annuel moyen de précipitations est de 676,1 mm,. Pour l'avenir, les paramètres climatiques de la commune estimés pour 2050 selon différents scénarios d'émission de gaz à effet de serre sont consultables sur un site dédié publié par Météo-France en novembre 2022.

## Urbanisme

### Typologie
Au 1er janvier 2024, Bayet est catégorisée commune rurale à habitat dispersé, selon la nouvelle grille communale de densité à 7 niveaux définie par l'Insee en 2022.
Elle est située hors unité urbaine. Par ailleurs la commune fait partie de l'aire d'attraction de Saint-Pourçain-sur-Sioule, dont elle est une commune de la couronne,. Cette aire, qui regroupe 14 communes, est catégorisée dans les aires de moins de 50 000 habitants,.

### Occupation des sols

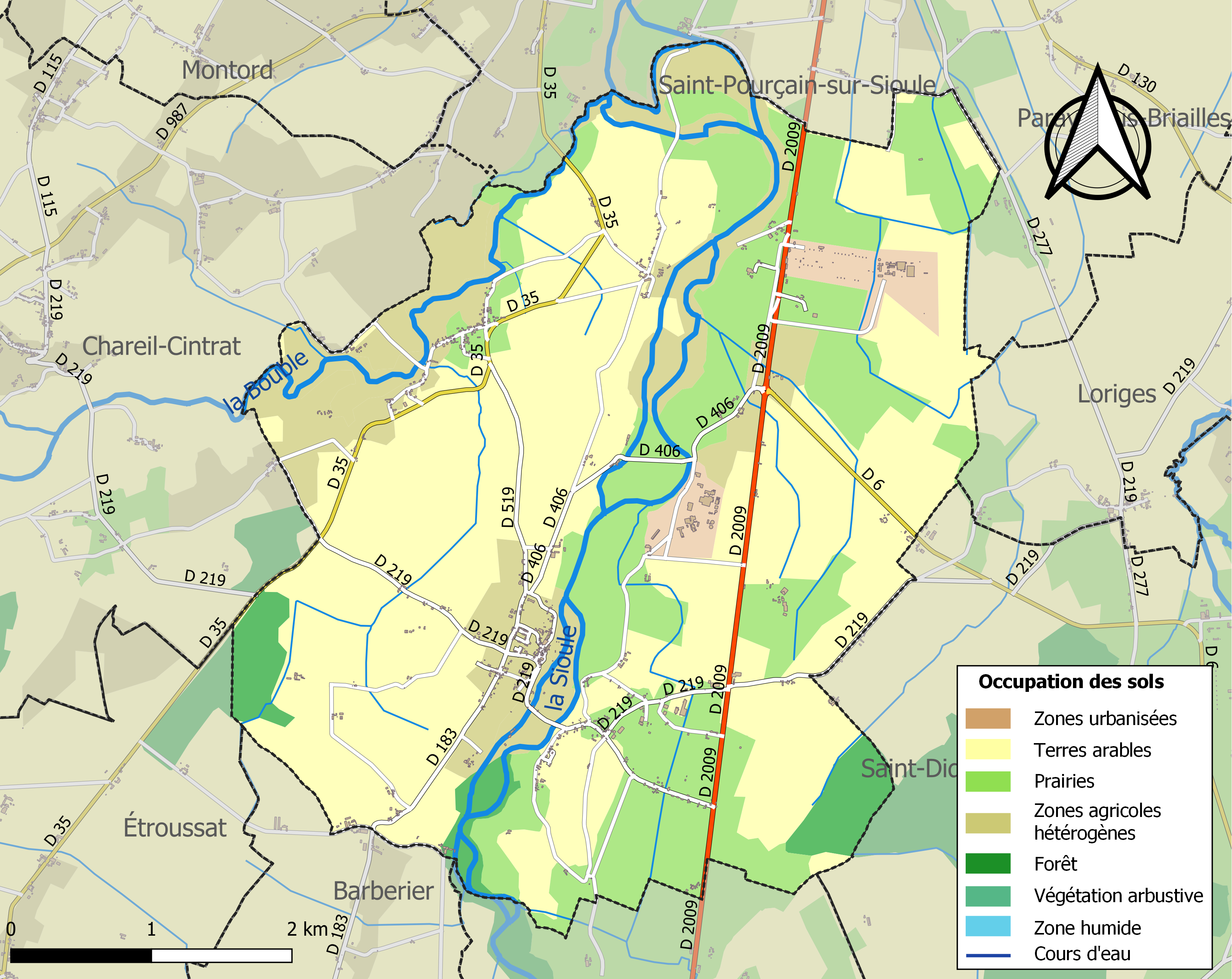
Carte des infrastructures et de l'occupation des sols de la commune en 2018 (CLC).

L'occupation des sols de la commune, telle qu'elle ressort de la base de données européenne d’occupation biophysique des sols Corine Land Cover (CLC), est marquée par l'importance des territoires agricoles (93,3 % en 2018), en diminution par rapport à 1990 (96,2 %). La répartition détaillée en 2018 est la suivante : 
terres arables (51,7 %), prairies (26,1 %), zones agricoles hétérogènes (15,5 %), forêts (3,8 %), zones industrielles ou commerciales et réseaux de communication (2,9 %).
L'IGN met par ailleurs à disposition un outil en ligne permettant de comparer l’évolution dans le temps de l’occupation des sols de la commune (ou de territoires à des échelles différentes). Plusieurs époques sont accessibles sous forme de cartes ou photos aériennes : la carte de Cassini (XVIIIe siècle), la carte d'état-major (1820-1866) et la période actuelle (1950 à aujourd'hui).

### Morphologie urbaine
Un contrat communal d'aménagement de bourg a été signé en 2014, pour une durée de trois ans, dans le but de mettre en valeur les entrées de bourg et l'aménagement des chemins piétons, pour un montant de 540 000 €.

### Lieux-dits, hameaux et écarts
Quelques lieux-dits sont : les Bouillots, les Villards, Nérignet, le Chambon, les Échaloux, la Grange Coupée.

### Logement
En 2017, la commune comptait 351 logements, contre 331 en 2012 et 335 en 2007. Parmi ces logements, 84,7 % étaient des résidences principales, 4,6 % des résidences secondaires et 10,6 % des logements vacants. Ces logements étaient pour 97,4 % d'entre eux des maisons individuelles et pour 2,3 % des appartements.
La proportion des résidences principales, propriétés de leurs occupants était de 75,7 %, en hausse par rapport à 2012 (70,2 %) et à 2007 (70,7 %). La part de logements HLM loués vides était de 6,5 % (contre, respectivement, 9,2 et 9,5 %).

### Voies de communication et transports

#### Voies routières

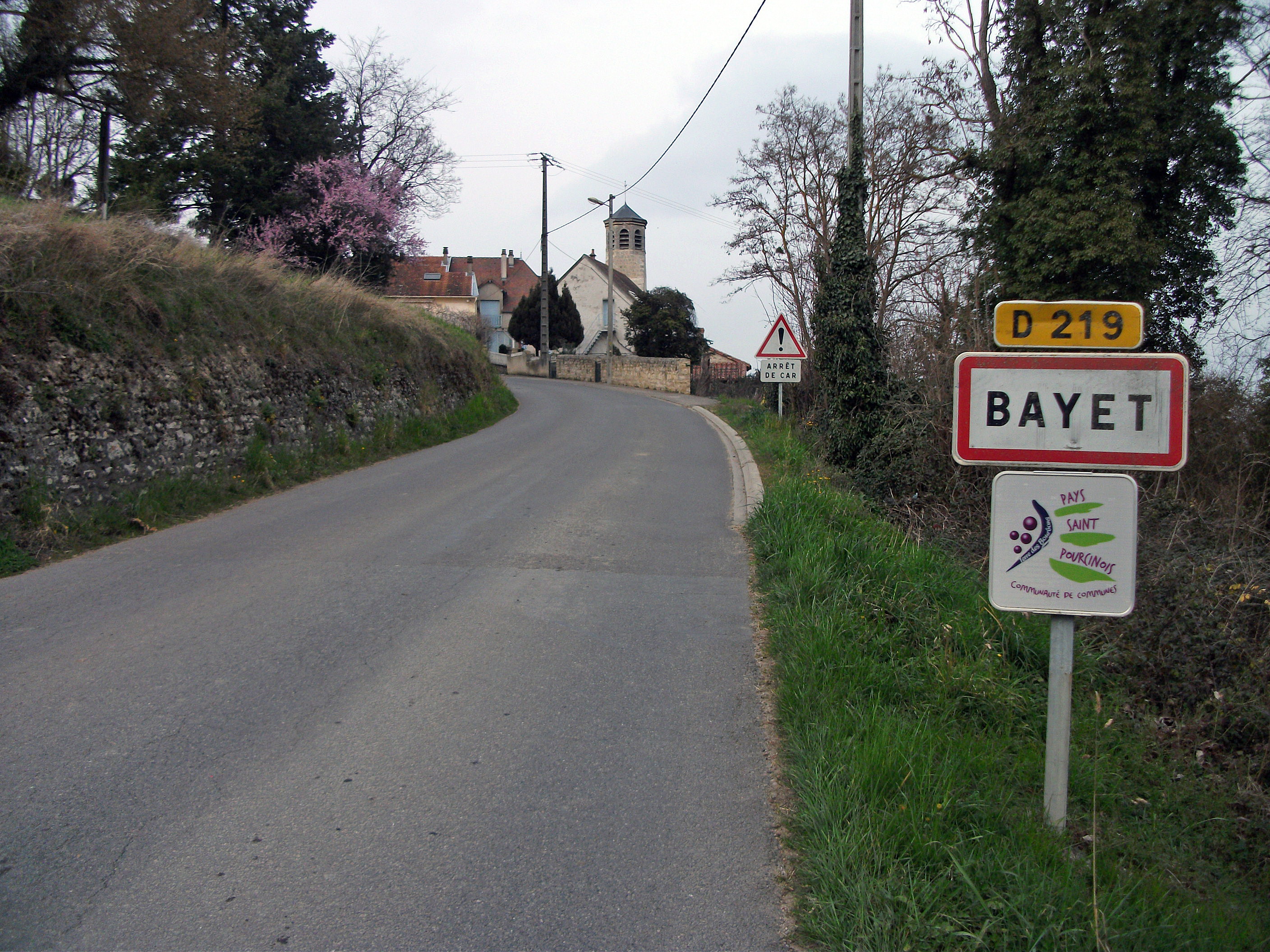
Entrée par la D 219.

Le centre-bourg est à l'écart de la route départementale (RD) 2009, ancienne route nationale 9 quasiment droite. Un carrefour giratoire dessert le lieu-dit « la Grange Coupée » par la RD 406 ; ce carrefour est aussi l'origine de la RD 6 menant à Saint-Didier-la-Forêt et à l'agglomération vichyssoise (Saint-Rémy-en-Rollat, Bellerive-sur-Allier, Vichy).
Sur le territoire communal, passent aussi les routes départementales suivantes :
- la D 35, passant à l'ouest, en direction de Saint-Pourçain-sur-Sioule par le lieu-dit des Brosses sur la D 987 et d'Étroussat, sur la D 36 ;
- la D 183 en direction de Barberier et de Saint-Germain-de-Salles ;
- la D 219 en direction de Chareil-Cintrat, de Loriges et de Paray-sous-Briailles ;
- la D 406, reliant les Bouillots, au droit du carrefour giratoire, aux Ébeaupins, au nord du centre-bourg, sur la D 519 ;
- la D 506, desservant l'usine d'incinération ;
- la D 519, reliant le lieu-dit Nérignet au centre-bourg, dans le prolongement de la D 183.

#### Transports ferroviaires
La ligne de La Ferté-Hauterive à Gannat passe sur le territoire. Dernière ligne à avoir été mise en service par la Compagnie des chemins de fer de Paris à Lyon et à la Méditerranée, en 1932, elle a été fermée au trafic voyageurs en 1938. La section entre les gares de Saint-Pourçain-sur-Sioule et de Bayet est fermée au trafic marchandises en 1960, déclassée en 1969, puis la voie est déposée en 1974.
Une gare était implantée sur la ligne. Le bâtiment voyageurs, érigé « à mi-distance des extrémités de la ligne », comporte « une voie de garage de 700 m de longueur ».

## Toponymie

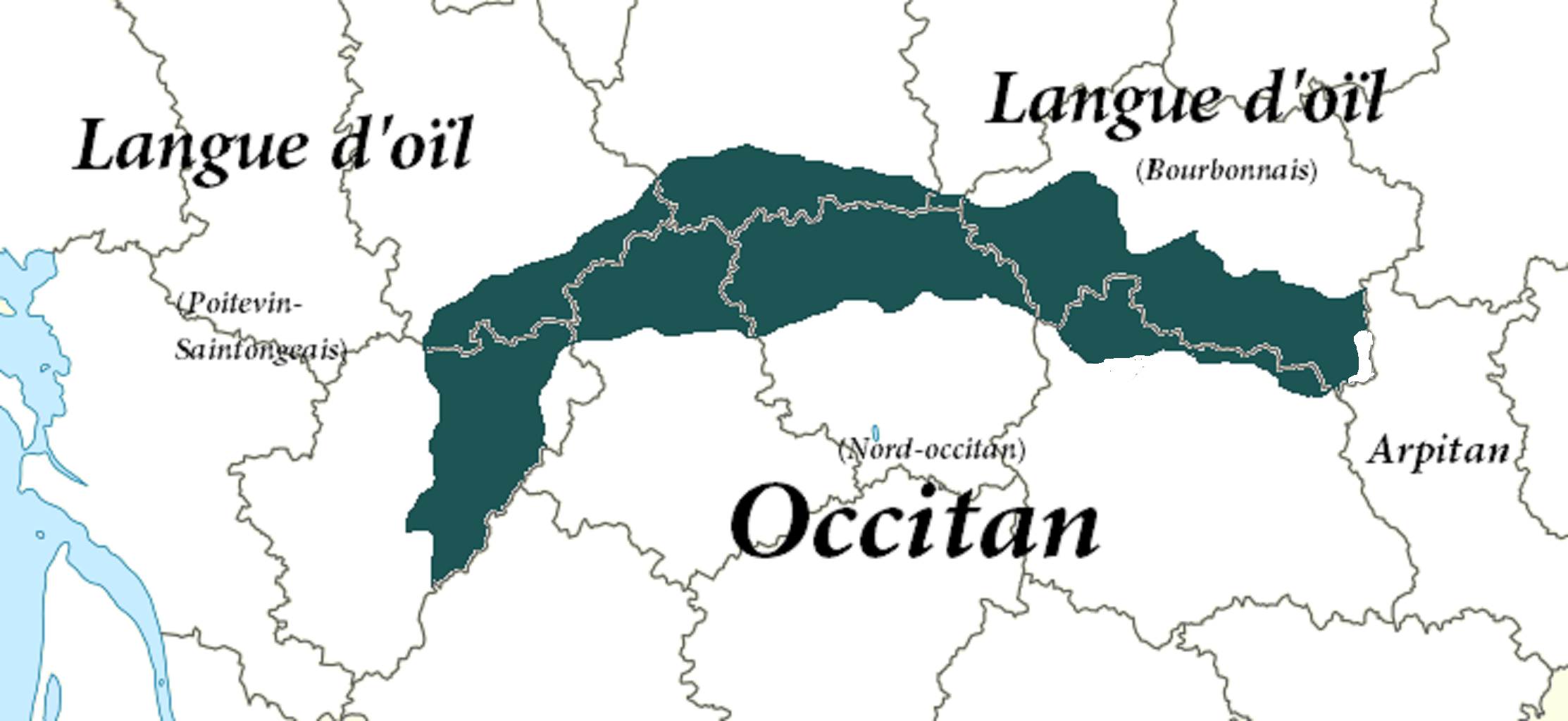
Aire linguistique du Croissant selon lAtlas sonore des langues régionales (CNRS, 2022).

L'origine du nom est incertaine ; un Bayacus est attesté en 1322. Selon Ernest Nègre, le nom pourrait faire référence à la couleur du sol ; il le met en relation avec l'adjectif de langue d'oïl baiet, « bai », c'est-à-dire brun, marron.
Bayet est nommé Baiet en bourbonnais du Croissant, la commune faisant partie de cette zone linguistique.

## Histoire
Un relevé des « lieux des cens et rentes » de la seigneurie de Martilly de la paroisse de Bayet (écrit Bayer) de 1552 montre une activité agricole et paroissienne. Le seigneur de Martilly est Jean Morin. On dénombre une vingtaine de famille possédant des terres (Gaulme, Gaume, Voisin, Chaperousse, Chevallier, Tabutin, Tremplier, Bazin dit Dupleix, Tricqs, Mouton, Rollier, Jonin). Les « Amynaud » seraient forgerons.Renaud Giraud est notaire royal à Saint Pourçain. La famille Pryot tient une auberge. La première référence date du 18 juillet 1489 et concerne la famille Panger.[réf. souhaitée]

### Époque moderne
En 1686, la paroisse de Bayet dépendait « de l'élection de Gannat et de la prévôté de Palluet », « de l'évêché de Clermont », rattachée au « gouvernement d'Auvergne », avec soixante feux. Le recensement de la population de 1716 comptabilisait « 56 feux et 168 habitants ».
Le village de Nérignet, situé au nord de la commune, et dépendant à l'époque de la châtellenie de Chantelle, était rattaché au Bourbonnais.

### Révolution française et Premier Empire
À la Révolution, le territoire possédait trois paroisses.
L'ancienne commune de Nérigners a été absorbée pendant la Révolution. Celle de Martilly a été réunie à Bayet en 1807. Au recensement de 1806, Martilly comptait 425 habitants.

## Politique et administration

### Découpage territorial
Sur le plan administratif, Bayet dépend de l'arrondissement de Vichy.
Sur le plan électoral, Bayet reste dans le canton de Saint-Pourçain-sur-Sioule après le redécoupage des cantons du département, représenté par Catherine Corti et Bernard Coulon, et, depuis le redécoupage des circonscriptions législatives, de la première circonscription.
Bayet a fait partie, jusqu'en 2016, de la communauté de communes en Pays Saint-Pourcinois. Celle-ci a fusionné avec les communautés de communes du Bassin de Gannat et Sioule, Colettes et Bouble pour former, le 1er janvier 2017, la communauté de communes Saint-Pourçain Sioule Limagne, comptant 60 communes en 2020.
Par arrêté préfectoral du 2 janvier 2024, la commune est retirée le 1er janvier 2024 de l'arrondissement de Moulins et rattachée à l'arrondissement de Vichy.

### Tendances politiques et résultats
Aux élections législatives de 2012, Pierre-André Périssol a recueilli le plus de voix dans la commune mais est battu par Guy Chambefort élu dans la 1re circonscription. 57,17 % ont voté ; ce score est inférieur de cinq points à celui de la circonscription.
Compte tenu de la population (674 habitants en 2011), le vote se déroulait au scrutin majoritaire lors des élections municipales de 2014. 72,73 % des électeurs ont voté (344 votants sur 473 inscrits).
Aux élections départementales de 2015, le binôme Catherine Corti - Bernard Coulon, élu dans le canton au second tour avec 66,07 % des voix, a recueilli 68,06 % des suffrages exprimés dans la commune (147 voix sur 216 exprimés). Le taux de participation, de 52,78 % (247 votants sur 468 inscrits), est légèrement inférieur à celui du canton (53,20 %).

### Administration municipale
Le conseil municipal, réuni le 28 mai 2020 à la suite de l'élection du nouveau maire, Philippe Busseron, est composé de quinze membres, dont trois adjoints,.

### Liste des maires
| Période                                  | Période                         | Identité           | Étiquette | Qualité         |
| ---------------------------------------- | ------------------------------- | ------------------ | --------- | --------------- |
| Les données manquantes sont à compléter. |                                 |                    |           |                 |
| mars 2001                                | 28 mai 2020                     | Bernard Daniel     | DVD       | Sans profession |
| 28 mai 2020                              | En cours (au 30 septembre 2020) | Philippe Busseron, |           | Cuisinier       |

### Finances locales
Le conseil municipal a voté, en avril 2015, le budget primitif, s'élevant à 1 691 020 € en investissement et à 1 247 032 € en fonctionnement.

## Équipements et services publics

### Eau, assainissement et déchets
Le SICTOM Sud Allier siège à Bayet. Il regroupe les déchèteries du sud du département de l'Allier, desservant 136 communes réparties sur sept anciennes communautés de communes (en Pays Saint-Pourcinois, Varennes-Forterre, Pays de Lapalisse, Montagne bourbonnaise, Bassin de Gannat, Sioule, Colettes et Bouble, Bocage Sud), les communes de Voussac et Sorbier, ainsi que l'ancienne communauté d'agglomération de Vichy Val d'Allier (à l'exception de Bellerive-sur-Allier, Cusset et Vichy dont cette structure intercommunale possède la compétence) et 94 000 habitants.
Sur tout le périmètre du SICTOM, 26 200 tonnes d'ordures ménagères et 8 200 tonnes d'emballages ménagers recyclables ont été collectées en 2016.
La déchèterie comprend une usine d'incinération. Ce site a traité plus de 51 000 tonnes de déchets incinérés en 2016.

### Enseignement
Bayet dépend de l'académie de Clermont-Ferrand ; elle gère une école élémentaire publique. L'école assure toutes les classes de la maternelle au CM2.
Les élèves poursuivent leur scolarité au collège de Saint-Pourçain-sur-Sioule puis au lycée de la même commune.

### Instances judiciaires
Bayet dépend de la cour d'appel de Riom, du tribunal administratif de Clermont-Ferrand, du tribunal de proximité de Vichy et des tribunaux judiciaire et de commerce de Cusset.

## Population et société

### Démographie

#### Évolution démographique
L'évolution du nombre d'habitants est connue à travers les recensements de la population effectués dans la commune depuis 1793. Pour les communes de moins de 10 000 habitants, une enquête de recensement portant sur toute la population est réalisée tous les cinq ans, les populations de référence des années intermédiaires étant quant à elles estimées par interpolation ou extrapolation. Pour la commune, le premier recensement exhaustif entrant dans le cadre du nouveau dispositif a été réalisé en 2004.

En 2022, la commune comptait 673 habitants, en évolution de −4,81 % par rapport à 2016 (Allier : −1,38 %, France hors Mayotte : +2,11 %).
| 1793 | 1800 | 1806 | 1821  | 1831  | 1836  | 1841  | 1846  | 1851  |
| ---- | ---- | ---- | ----- | ----- | ----- | ----- | ----- | ----- |
| 535  | 584  | 563  | 1 002 | 1 069 | 1 108 | 1 079 | 1 080 | 1 088 |

| 1856  | 1861  | 1866  | 1872  | 1876  | 1881  | 1886  | 1891  | 1896 |
| ----- | ----- | ----- | ----- | ----- | ----- | ----- | ----- | ---- |
| 1 132 | 1 140 | 1 115 | 1 134 | 1 104 | 1 154 | 1 066 | 1 013 | 956  |

| 1901 | 1906 | 1911  | 1921 | 1926 | 1931 | 1936 | 1946 | 1954 |
| ---- | ---- | ----- | ---- | ---- | ---- | ---- | ---- | ---- |
| 939  | 965  | 1 002 | 847  | 809  | 763  | 738  | 716  | 729  |

| 1962 | 1968 | 1975 | 1982 | 1990 | 1999 | 2004 | 2006 | 2009 |
| ---- | ---- | ---- | ---- | ---- | ---- | ---- | ---- | ---- |
| 664  | 607  | 593  | 528  | 556  | 606  | 643  | 663  | 669  |

| 2014 | 2019 | 2022 | - | - | - | - | - | - |
| ---- | ---- | ---- | - | - | - | - | - | - |
| 704  | 685  | 673  | - | - | - | - | - | - |

#### Pyramide des âges
En 2021, le taux de personnes d'un âge inférieur à 30 ans s'élève à 33,8 %, soit au-dessus de la moyenne départementale (29,0 %). À l'inverse, le taux de personnes d'âge supérieur à 60 ans est de 23,5 % la même année, alors qu'il est de 35,6 % au niveau départemental.
En 2021, la commune comptait 340 hommes pour 335 femmes, soit un taux de 50,37 % d'hommes, légèrement supérieur au taux départemental (47,97 %).
Les pyramides des âges de la commune et du département s'établissent comme suit :
| Hommes | Classe d’âge | Femmes |
| ------ | ------------ | ------ |
| 0,0    | 90 ou +      | 0,0    |
| 6,9    | 75-89 ans    | 9,9    |
| 14,3   | 60-74 ans    | 15,9   |
| 25,3   | 45-59 ans    | 22,9   |
| 18,1   | 30-44 ans    | 19,3   |
| 16,0   | 15-29 ans    | 15,4   |
| 19,3   | 0-14 ans     | 16,8   |

| Hommes | Classe d’âge | Femmes |
| ------ | ------------ | ------ |
| 1,2    | 90 ou +      | 3      |
| 10     | 75-89 ans    | 13,4   |
| 21,3   | 60-74 ans    | 22     |
| 20,6   | 45-59 ans    | 19,6   |
| 15,7   | 30-44 ans    | 15     |
| 15,6   | 15-29 ans    | 12,9   |
| 15,7   | 0-14 ans     | 14     |

### Manifestations culturelles et festivités
La commune organise la fête patronale tous les premiers dimanches de septembre.

### Sports et loisirs

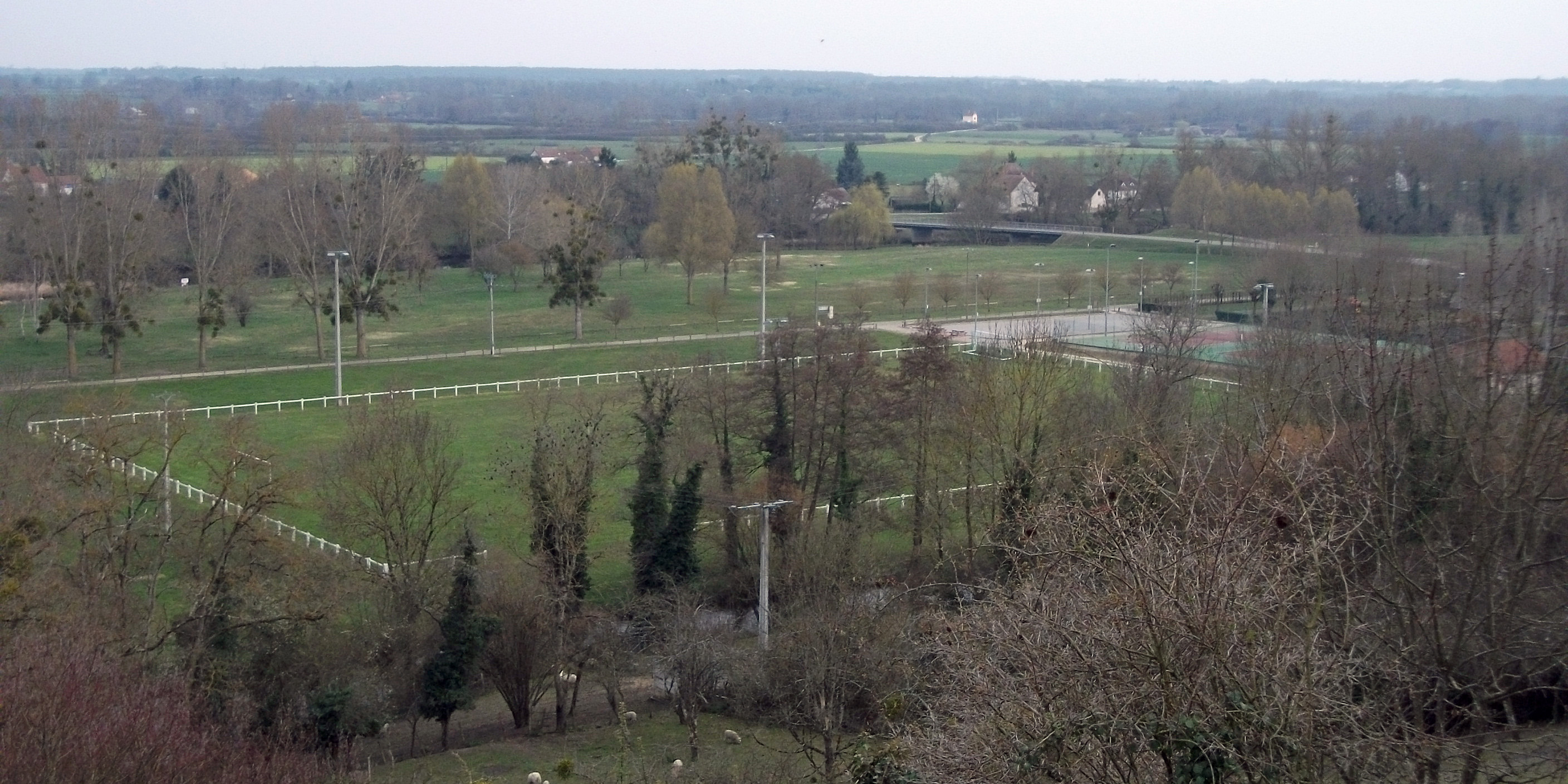
Terrains de sport.

La commune compte plusieurs associations sportives, dont un club de football (Football Club Bayétois), de gymnastique, de tennis et de pétanque.
Les terrains de sport sont regroupés sur le site de l'île des Grottes, avec un terrain de football, un terrain de rugby ainsi qu'un parcours de santé. Un terrain de pétanque et un city-stade sont implantés dans le bourg.

## Économie

### Revenus de la population et fiscalité
En 2011, le revenu fiscal médian par ménage s'élevait à 26 288 €, ce qui plaçait Bayet au 22 612e rang des communes de plus de quarante-neuf ménages en métropole.
Les taxes locales s'appliquant à la commune de Bayet sont les suivantes : taxe d'habitation 8,18 % ; taxe foncière sur propriétés bâties 8,44 % et non bâties 33,84 %. Ces taux sont inchangés par rapport à 2014 ainsi qu'à 2013 et ces derniers chiffres sont inférieurs à la moyenne de la strate correspondant aux communes de 500 à 2 000 habitants. L'intercommunalité à laquelle appartient Bayet n'est pas éligible à la taxe foncière sur le bâti ; en revanche, les taux des taxes d'habitation (10,89 %) et du foncier bâti (taxe additionnelle : 37,57 %) dépassent ceux de la commune.

### Emploi
En 2017, la population âgée de quinze à soixante-quatre ans s'élevait à 445 personnes, parmi lesquelles on comptait 79,6 % d'actifs dont 70,7 % ayant un emploi et 8,9 % de chômeurs.
On comptait 446 emplois dans la zone d'emploi. Le nombre d'actifs ayant un emploi résidant dans la zone étant de 320, l'indicateur de concentration d'emploi est de 139,4 %, ce qui signifie que la commune offre plus d'un emploi par habitant actif.

### Entreprises
Au 31 décembre 2018, Bayet comptait 35 unités légales dont douze dans le commerce de gros et de détail, les transports, l'hébergement ou la restauration et onze dans l'industrie (manufacturière ou d'extraction entre autres).
En outre, elle comptait 42 établissements.

### Industrie
La commune abrite une centrale électrique à cycle combiné gaz, la 3CB (pour Centrale à Cycle Combiné de Bayet), propriété depuis décembre 2015 du groupe Direct Énergie (précédemment elle appartenait à l'énergéticien suisse Alpiq). Entrée en service en 2011, et d'une capacité de 408 mégawatts, elle produit en moyenne annuellement environ 1,6 milliard de kWh, soit l'équivalent de la consommation de 400 000 foyers. 3CB a coûté 300 millions d'euros. Son installation sur Bayet a été favorisée par la présence sur la commune d'un important poste électrique haute-tension de RTE et d'un gazoduc de GRTgaz.
L'unité de valorisation énergétique Lucane, implantée depuis le 1er avril 1982, permet de « valoriser en autonomie les déchets ménagers des 96 000 Bourbonnais ». Cette unité est en voie de passer la certification ISO 50001,.

### Commerce et services
La base permanente des équipements de 2014 recensait un magasin d'articles de sports et de loisirs.

### Tourisme
Au 1er janvier 2021, la commune ne comptait aucun hôtel, camping ou autre hébergement collectif.

## Culture locale et patrimoine

### Lieux et monuments
- L'église Saint-Marcel, église paroissiale de style roman auvergnat située au centre du village, est inscrite comme monument historique par arrêté du 17 mai 1933[49] ; c'est le seul monument de la commune répertorié dans la base Mérimée[50] des Monuments historiques.
- Château des Édelins (XVIIIe siècle).